# Абон
Абон — страва індонезійської кухні, що являє собою дрібні, зазвичай пластівцеподібні шматочки м'яса, курятини, риби, морепродуктів або, в окремих випадках, деяких продуктів рослинного походження, обсмажені в олії зі спеціями з додаванням кокосового молока. Найчастіше сировиною для нього слугує яловичина, в християнських районах країни для цього використовують також свинину.
Може бути легкою закускою, однак частіше використовується як додатковий інгредієнт або гарнір до інших страв — вареного рису, бубур-аям, насі-горенг, локшини, омлету, а також як начинка для випічки або для арем-арем.
Виготовляється як у домашніх умовах, так і промисловим способом. Страва популярна в різних регіонах Індонезії, однак найбільш помітну роль відіграє в кухні яванців.

## Походження та поширення

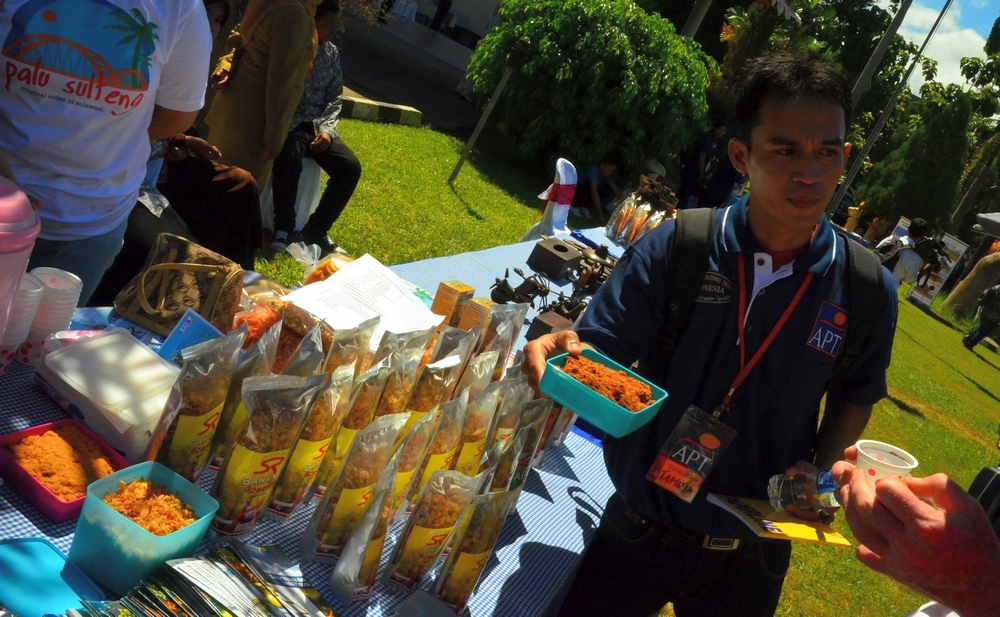
Продаж яловичого абону. Північна Суматра

Абон є індонезійською версією страви, що існує у багатьох східних кухнях під різними національними найменуваннями. У його рецепті простежується безсумнівний вплив китайської кухні, в якій аналогічна страва фігурує під назвою жоусу (кит. 肉酥, піньїнь: ròusū, акад. жоусу, буквально — «розсипчасте м'ясо»). Проте, в силу того, що приготування абона практикується індонезійцями з вельми давнього часу, ця страва зазвичай сприймається ними як власна, споконвічна. Додатковим фактором «самобутності» індонезійського абона є певні нюанси рецепта: якщо технологія його приготування фактично ідентична китайській, то набір використовуваних спецій істотно відрізняється. Крім того, якщо для китайської кухні продукти при обсмажуванні подібної страви присмачуються виключно соєвим соусом, то у індонезійців для цієї мети використовується кокосове молоко, а соєвий соус лише іноді додається в якості однієї з приправ .
Абон є звичною стравою в багатьох регіонах Індонезії, включаючи Північну і Південну Суматру, Балі, Північний Сулавесі. Однак найбільш значну роль він відіграє в кухні найчисленнішого народу країни — яванців, які компактно проживають в провінціях Центральна та Східна Ява і дисперсно — на багатьох інших територіях .

## Подача та вживання

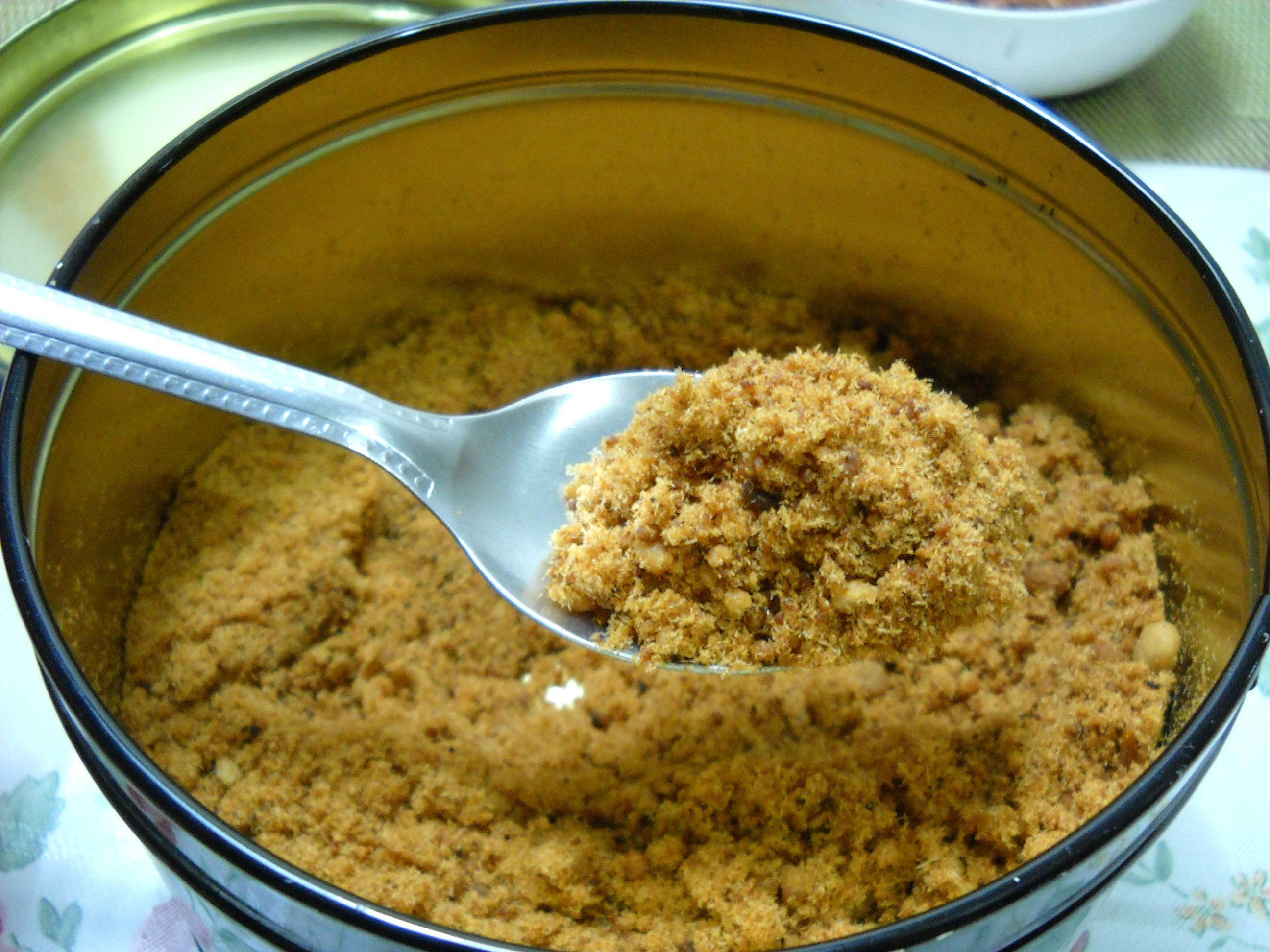
Рибний абон домашнього виробництва. Острів Банка

Абон може подаватися як легка закуска — на зразок чипсів, однак основне його призначення — служити додатковим інгредієнтом або гарніром інших страв. Особливо часто абон посипають варений рис, або ж його додають в страви, основу яких складає рис, наприклад, в бубур-аям, насі-горенг, а також в арем-арем — як начинку. Нерідко він входить до складу тумпенгу — церемоніальної страви, що представляє собою гостру піраміду вареного рису, оточену різноманітними гарнірами. Абон також присмачують локшину, омлети, деякі супи й овочеві страви   .
Іноді абон служить начинкою або одним з компонентів начинки до деяких видів випічки. Так, у східнояванському Маланзі абон прийнято начинити плоскі напівкруглі пиріжки з маніоковим борошном, а одним з кулінарних спеціалітетів Центрального Калімантан є пироги з кукурудзяно — бататового тіста з начинкою з м'ясного абона , які формою нагадують гусячу тушку і названі, відповідно, «гусячими пирогами» (бандж. wadai burung angsa) .